# Panesthia serrata
Panesthia serrata är en kackerlacksart som beskrevs av Henri Saussure 1895. Panesthia serrata ingår i släktet Panesthia och familjen jättekackerlackor. Inga underarter finns listade i Catalogue of Life.